# Cinnamomum formicarium
Cinnamomum formicarium är en lagerväxtart som beskrevs av Van der Werff & Lorea-hern.. Cinnamomum formicarium ingår i släktet Cinnamomum och familjen lagerväxter. Inga underarter finns listade i Catalogue of Life.